# دامیان دیاز
دامیان دیاز (انگلیسی: Damián Díaz؛ زادهٔ ۱ مهٔ ۱۹۸۶) بازیکن فوتبال اهل مکزیک است.
از باشگاه‌هایی که در آن بازی کرده‌است می‌توان به باشگاه فوتبال روساریو سنترال، باشگاه ورزشی بارسلونا، باشگاه فوتبال بوکا جونیورز، و باشگاه فوتبال الوحده امارات اشاره کرد.
وی همچنین در تیم ملی فوتبال اکوادور بازی کرده‌است.